# Marainviller
Marainviller est une commune française située dans le département de Meurthe-et-Moselle en région Grand Est.

## Géographie
Marainviller se trouve à 8 km à l'Est de Lunéville, sur la voie de chemin de fer Paris-Strasbourg.
La commune est traversée par la Vezouze. Elle est limitée au nord par la forêt domaniale de Parroy et au sud par la forêt de Mondon. Son sol est pour moitié des terres argileuses et pour l'autre moitié des terres sableuses et calcaires.
Son territoire est limitrophe de quatre communes.
| Croismare            |              | Laneuveville-aux-Bois |
|                      | Marainviller |                       |
| Moncel-lès-Lunéville |              | Thiébauménil          |

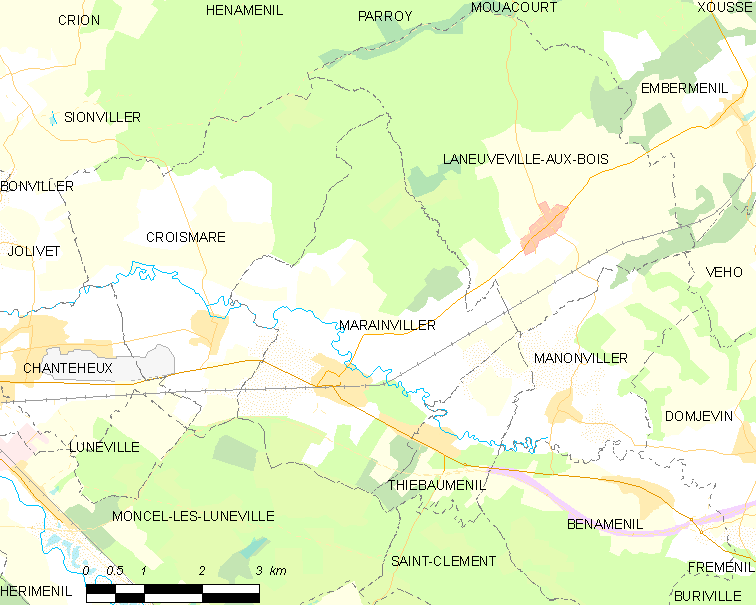
Carte de la commune.
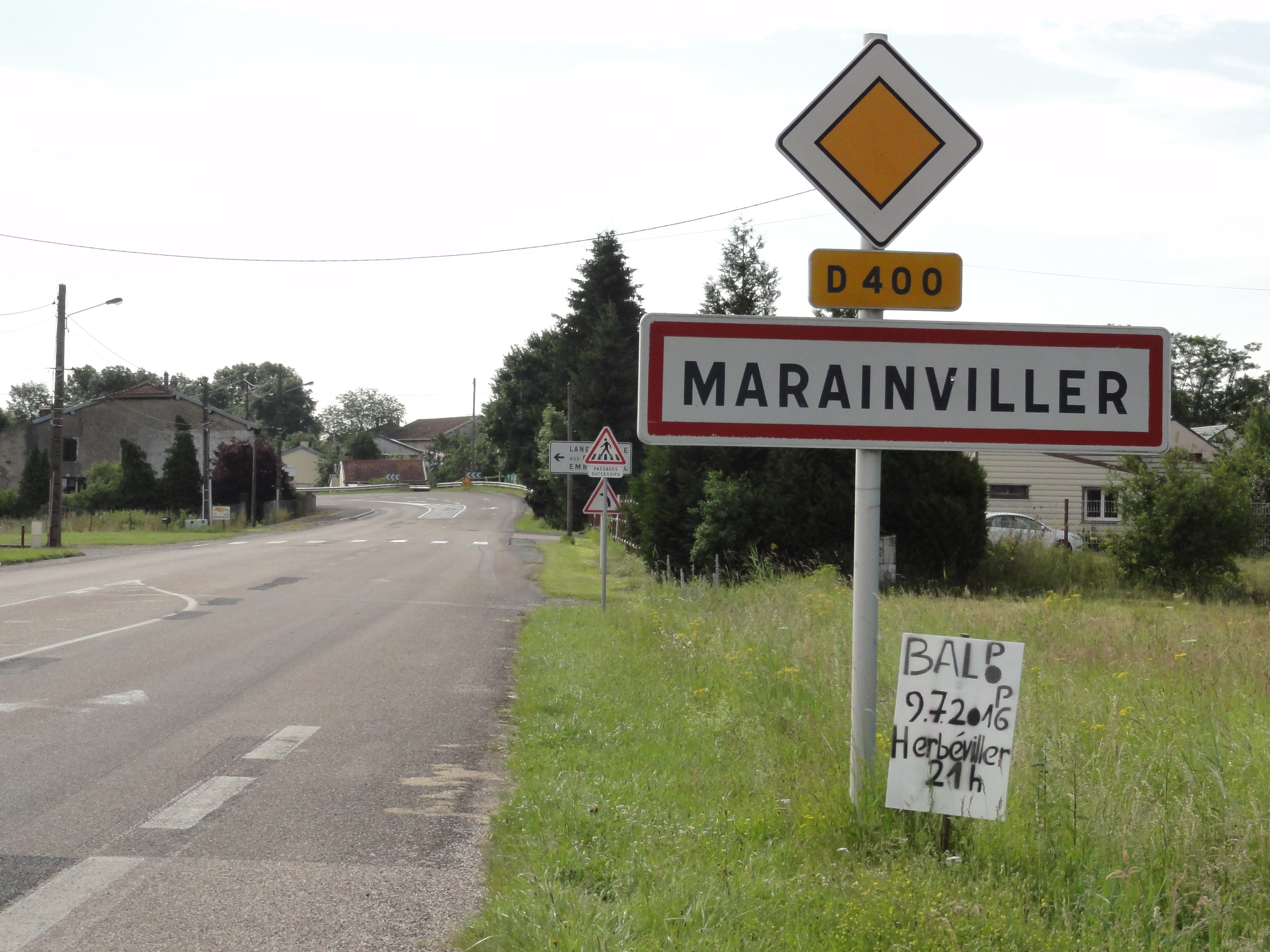
Entrée de Marainviller.
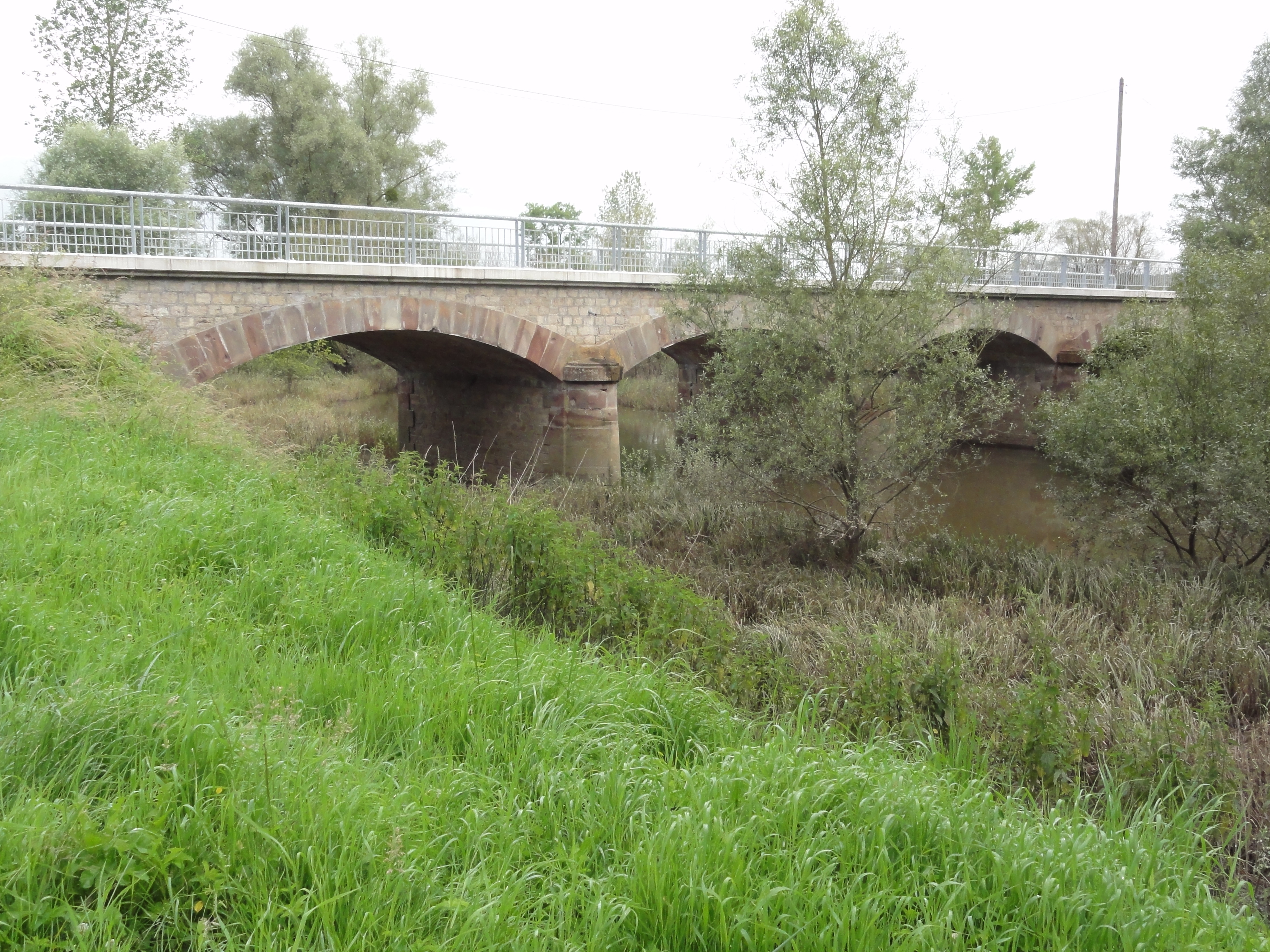
Pont de la Vezouze à Marainviller.

### Hydrographie
La commune est dans le bassin versant du Rhin au sein du bassin Rhin-Meuse. Elle est drainée par la Vezouze, le ruisseau de Frouard, le ruisseau des Amis et le ruisseau du Vicaire,.
La Vezouze, d'une longueur de 75 km, prend sa source dans la commune de Saint-Sauveur et se jette  dans la Meurthe à Rehainviller, après avoir traversé 24 communes. 

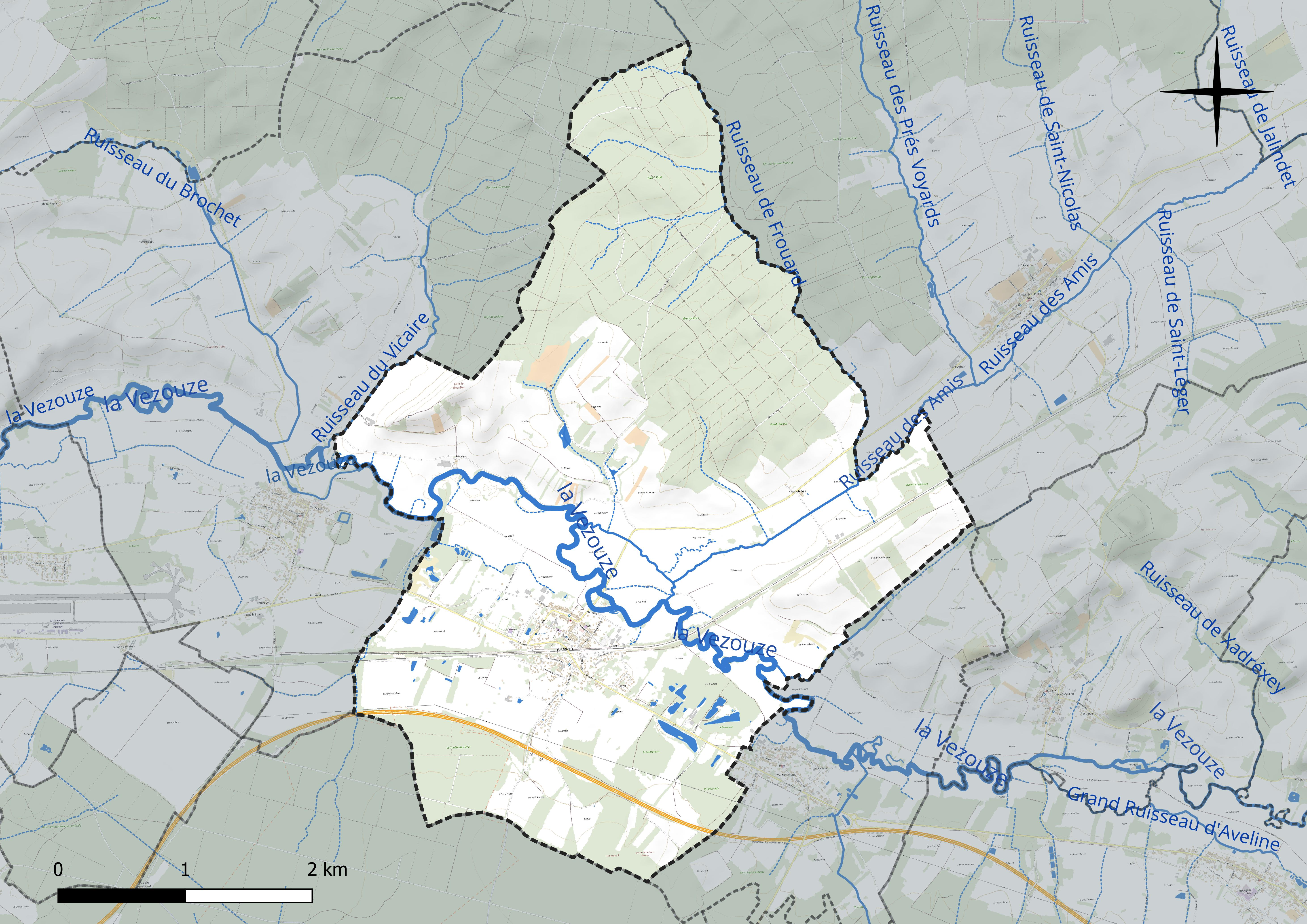
Réseau hydrographique de Marainviller.

Le ruisseau des Amis, d'une longueur de 11 km, prend sa source dans la commune de Emberménil et se jette  dans la Vezouze sur la commune, après avoir traversé quatre communes. 

### Climat
Pour des articles plus généraux, voir Climat du Grand Est et Climat de Meurthe-et-Moselle.
En 2010, le climat de la commune est de type climat des marges montargnardes, selon une étude du Centre national de la recherche scientifique s'appuyant sur une série de données couvrant la période 1971-2000. En 2020, Météo-France publie une typologie des climats de la France métropolitaine dans laquelle la commune est exposée à un climat semi-continental et est dans la région climatique  Lorraine, plateau de Langres, Morvan, caractérisée par un hiver rude (1,5 °C), des vents modérés et des brouillards fréquents en automne et hiver. 
Pour la période 1971-2000, la température annuelle moyenne est de 9,7 °C, avec une amplitude thermique annuelle de 16,9 °C. Le cumul annuel moyen de précipitations est de 794 mm, avec 11,5 jours de précipitations en janvier et 9,6 jours en juillet. Pour la période 1991-2020, la température moyenne annuelle observée sur la station météorologique de Météo-France la plus proche, « St Maurice », sur la commune de Saint-Maurice-aux-Forges à 20 km à vol d'oiseau, est de 10,5 °C et le cumul annuel moyen de précipitations est de 837,4 mm. 
La température maximale relevée sur cette station est de 39,2 °C, atteinte le 25 juillet 2019 ; la température minimale est de −19,9 °C, atteinte le 1er mars 2005,,. 
Les paramètres climatiques de la commune ont été estimés pour le milieu du siècle (2041-2070) selon différents scénarios d'émission de gaz à effet de serre à partir des nouvelles projections climatiques de référence DRIAS-2020. Ils sont consultables sur un site dédié publié par Météo-France en novembre 2022.

## Urbanisme

### Typologie
Au 1er janvier 2024, Marainviller est catégorisée bourg rural, selon la nouvelle grille communale de densité à sept niveaux définie par l'Insee en 2022.
Elle est située hors unité urbaine. Par ailleurs la commune fait partie de l'aire d'attraction de Nancy, dont elle est une commune de la couronne,. Cette aire, qui regroupe 353 communes, est catégorisée dans les aires de 200 000 à moins de 700 000 habitants,.

### Occupation des sols
L'occupation des sols de la commune, telle qu'elle ressort de la base de données européenne d’occupation biophysique des sols Corine Land Cover (CLC), est marquée par l'importance des territoires agricoles (57,5 % en 2018), en augmentation par rapport à 1990 (55,3 %). La répartition détaillée en 2018 est la suivante : forêts (37,4 %), prairies (35,9 %), terres arables (13,2 %), zones agricoles hétérogènes (8,4 %), zones urbanisées (5,1 %). L'évolution de l’occupation des sols de la commune et de ses infrastructures peut être observée sur les différentes représentations cartographiques du territoire : la carte de Cassini (XVIIIe siècle), la carte d'état-major (1820-1866) et les cartes ou photos aériennes de l'IGN pour la période actuelle (1950 à aujourd'hui).

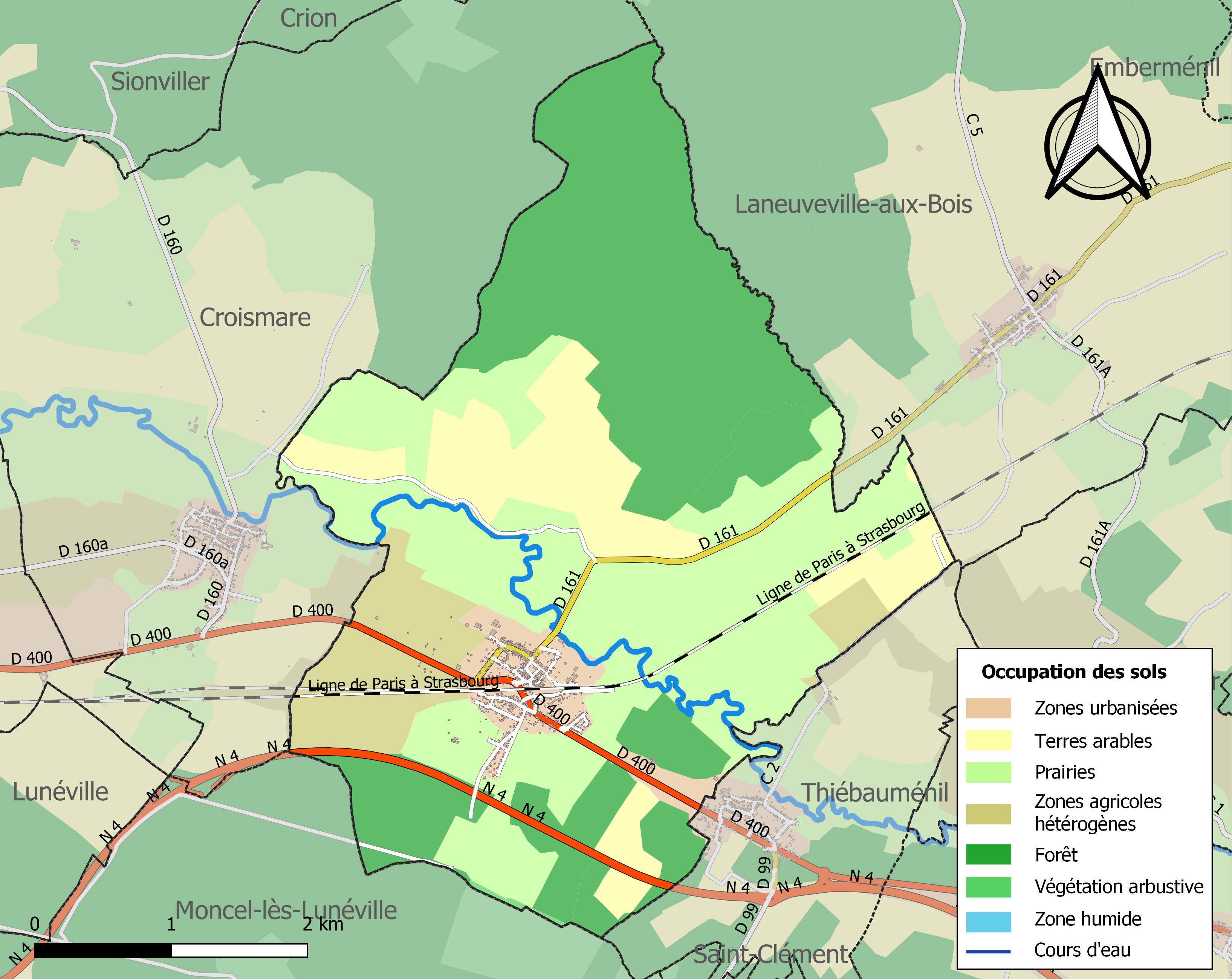
Carte des infrastructures et de l'occupation des sols de la commune en 2018 (CLC).

## Toponymie
Murinviler (1152), Malenviller (1157), Mairenviler (1268), Meranviler (1272), Marenviler (1284), Marienviller (1371), Marrenviller (1398), Mairenviller (1534). En latin Mariani villare[réf. nécessaire].

## Histoire
Le territoire du village fait partie dès le XIIe siècle des nombreuses possessions de l'abbaye Sainte-Trinité de Belchamp. L'église paroissiale est rétablie en 1764.
En 1852, une gare fut inaugurée sur la ligne de Paris à Strasbourg. Elle  est désormais fermée aux voyageurs ; son bâtiment « Est » type 5 a été démoli.
Le 13 août 1911, une autre gare sur la ligne de Lunéville à Blâmont et à Badonviller (le LBB) est inaugurée à Marainviller par le ministre Albert Lebrun accueilli par des enfants et les sapeurs pompiers. Le trafic de la ligne fonctionne jusqu'en 1942. La station, située au sud de la localité, est devenue une habitation.
Le centre du village se trouve à 4,5 km à l'ouest du fort de Manonviller, qui fut sévèrement bombardé en 1914, et connut de violents combats fin 1944.

## Politique et administration

### Budget et fiscalité 2014
En 2014, le budget de la commune était constitué ainsi :
- total des produits de fonctionnement : 435 000 €, soit 616 € par habitant ;
- total des charges de fonctionnement : 366 000 €, soit 519 € par habitant ;
- total des ressources d’investissement : 235 000 €, soit 333 € par habitant ;
- total des emplois d’investissement : 159 000 €, soit 225 € par habitant.
- endettement : 214 000 €, soit 304 € par habitant.

Avec les taux de fiscalité suivants :
- taxe d’habitation : 11 % ;
- taxe foncière sur les propriétés bâties : 12,38 % ;
- taxe foncière sur les propriétés non bâties : 25,58 % ;
- taxe additionnelle à la taxe foncière sur les propriétés non bâties : 0 % ;
- cotisation foncière des entreprises : 0 %.

### Liste des maires
| Période                                  | Période      | Identité                             | Étiquette | Qualité                          |
| ---------------------------------------- | ------------ | ------------------------------------ | --------- | -------------------------------- |
| Les données manquantes sont à compléter. |              |                                      |           |                                  |
| 1792                                     | 1798         | Jean-Baptiste Mottin                 |           |                                  |
| 1799                                     | 1806         | Augustin Moitrier                    |           |                                  |
| 1806                                     | 1815         | Nicolas Chatton                      |           |                                  |
| 1815                                     | 1839         | Joseph-François Geoffroy             |           |                                  |
| 1839                                     | 1848         | Nicolas Legrand                      |           |                                  |
| 1848                                     | 1851         | Charles Chatton                      |           |                                  |
| 1851                                     | 1862         | Nicolas Legrand                      |           |                                  |
| 1862                                     | 1890         | Joseph-Alexandre Legrand             |           |                                  |
| 1890                                     | 1891         | Jean-Pierre-Eugène Receveur          |           |                                  |
| 1891                                     | 1892         | Charles-Joseph Masson                |           |                                  |
| 1892                                     | 1899         | Alfred Magnien                       |           |                                  |
| 1899                                     | 1900         | Charles Receveur                     |           |                                  |
| 1900                                     | 1904         | Charles Dron                         |           |                                  |
| 1904                                     | 1910         | Joseph Lambert                       |           |                                  |
| 1910                                     | 1912         | Alfred Voituron                      |           |                                  |
| 1912                                     | 1914         | Théodore Moitrier                    |           |                                  |
| 1914                                     |              | Alfred Receveur                      |           |                                  |
| Les données manquantes sont à compléter. |              |                                      |           |                                  |
|                                          |              | Pierre Schlenck (1931-2022)          |           |                                  |
| mars 2001                                | juillet 2020 | Joël Gérard                          |           | Retraité de la fonction publique |
| juillet 2020                             | En cours     | Jean-Michel Leon Achille Tricoteaux, |           | Ancien cadre                     |

## Population et société

### Démographie
L'évolution du nombre d'habitants est connue à travers les recensements de la population effectués dans la commune depuis 1793. Pour les communes de moins de 10 000 habitants, une enquête de recensement portant sur toute la population est réalisée tous les cinq ans, les populations de référence des années intermédiaires étant quant à elles estimées par interpolation ou extrapolation. Pour la commune, le premier recensement exhaustif entrant dans le cadre du nouveau dispositif a été réalisé en 2008.

En 2022, la commune comptait 702 habitants, en évolution de +4,46 % par rapport à 2016 (Meurthe-et-Moselle : −0,13 %, France hors Mayotte : +2,11 %).
| 1793 | 1800 | 1806 | 1821 | 1831 | 1836 | 1841 | 1846 | 1851 |
| ---- | ---- | ---- | ---- | ---- | ---- | ---- | ---- | ---- |
| 466  | 577  | 609  | 677  | 694  | 713  | 732  | 760  | 741  |

| 1856 | 1861 | 1872 | 1876 | 1881 | 1886 | 1891 | 1896 | 1901 |
| ---- | ---- | ---- | ---- | ---- | ---- | ---- | ---- | ---- |
| 704  | 743  | 717  | 688  | 663  | 688  | 685  | 668  | 686  |

| 1906 | 1911 | 1921 | 1926 | 1931 | 1936 | 1946 | 1954 | 1962 |
| ---- | ---- | ---- | ---- | ---- | ---- | ---- | ---- | ---- |
| 722  | 772  | 622  | 680  | 721  | 655  | 574  | 601  | 587  |

| 1968 | 1975 | 1982 | 1990 | 1999 | 2006 | 2008 | 2013 | 2018 |
| ---- | ---- | ---- | ---- | ---- | ---- | ---- | ---- | ---- |
| 566  | 651  | 687  | 642  | 655  | 690  | 699  | 671  | 697  |

| 2022 | - | - | - | - | - | - | - | - |
| ---- | - | - | - | - | - | - | - | - |
| 702  | - | - | - | - | - | - | - | - |

### Sports
Le village comprend un stade de foot, où évolue l'ASLM (Association sportive Lanuveville-aux-bois Marainviller), un club de football né de la fusion entre le club de Marainviller et de Laneuveville, la commune voisine.

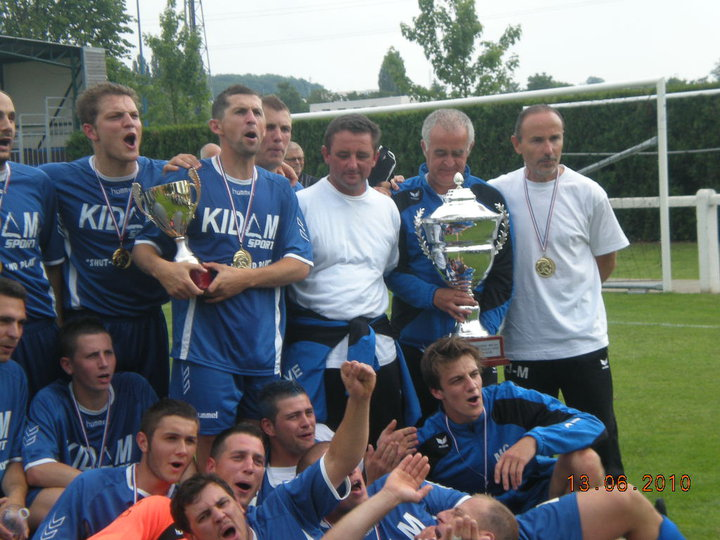
L'équipe de l'ASLM en 2010.

## Économie
L'usine de tuyaux en ciment Pietra fils et Cie est construite par Angel Pietra peu avant 1911, destinée à alimenter les chantiers de reconstruction des environs consécutifs aux dégâts de la guerre 1914-1918. Elle demande un raccordement à la ligne LBB ainsi que la carrière de sable de Marainviller. La Société Industrielle Lorraine du Béton Armé annonce le déplacement de son siège de Lunéville vers Marainviller en 1929. Cette dernière cesse ses activités en 2019.
Au 24 août 2021, Marainviller compte 34 établissements : 17 dans l’exploitation de biens immobiliers, 8 dans la production animale, 4 organisations associatives, 3 dans le commerce de gros et 2 pour des activités de travaux (électricité, plomberie, etc. ).

## Culture locale et patrimoine

### Lieux et monuments

#### Édifices religieux et mémorials de guerres
- Église Saints-Pierre-et-Paul avec « Clocher à bulbe » typique Lorraine du XVIIIe siècle. Elle est située au milieu de la place de l'Église, l'église et son alentour étant surélevé du reste de la place.
- En dehors contre le mur de l'église se trouve une croix sculptée de 1826.
- Le monument aux morts[31],[32], représentant une femme (Marianne), inscrivant un message évoquant le courage des soldats qui sont morts pour la liberté et la justice.
- Le cimetière se fait remarquer par une haute croix.
- Au cimetière se trouve la tombe de Henri Leclere, mort pour la France, 1941.

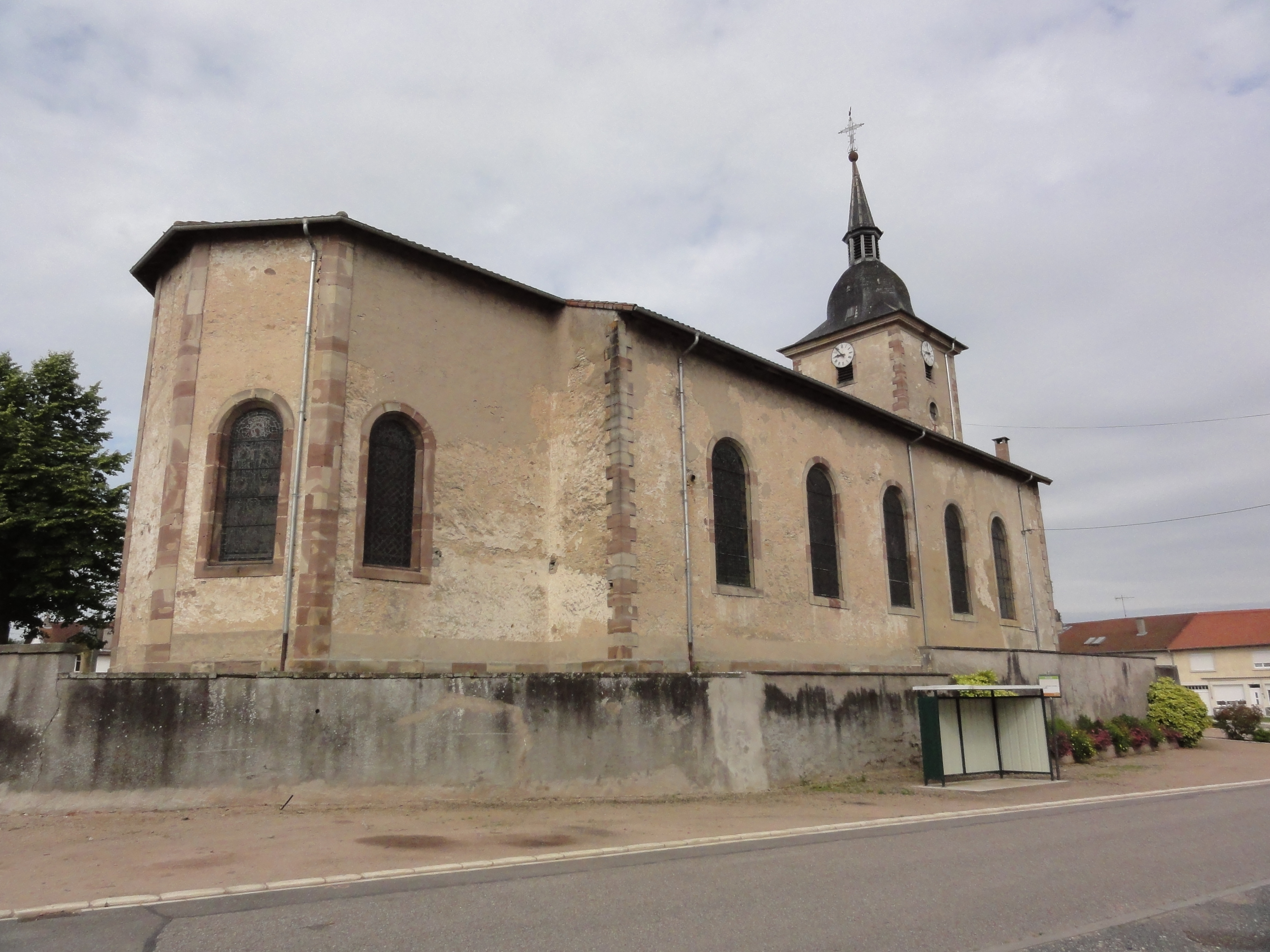
Église Saints-Pierre-et-Paul
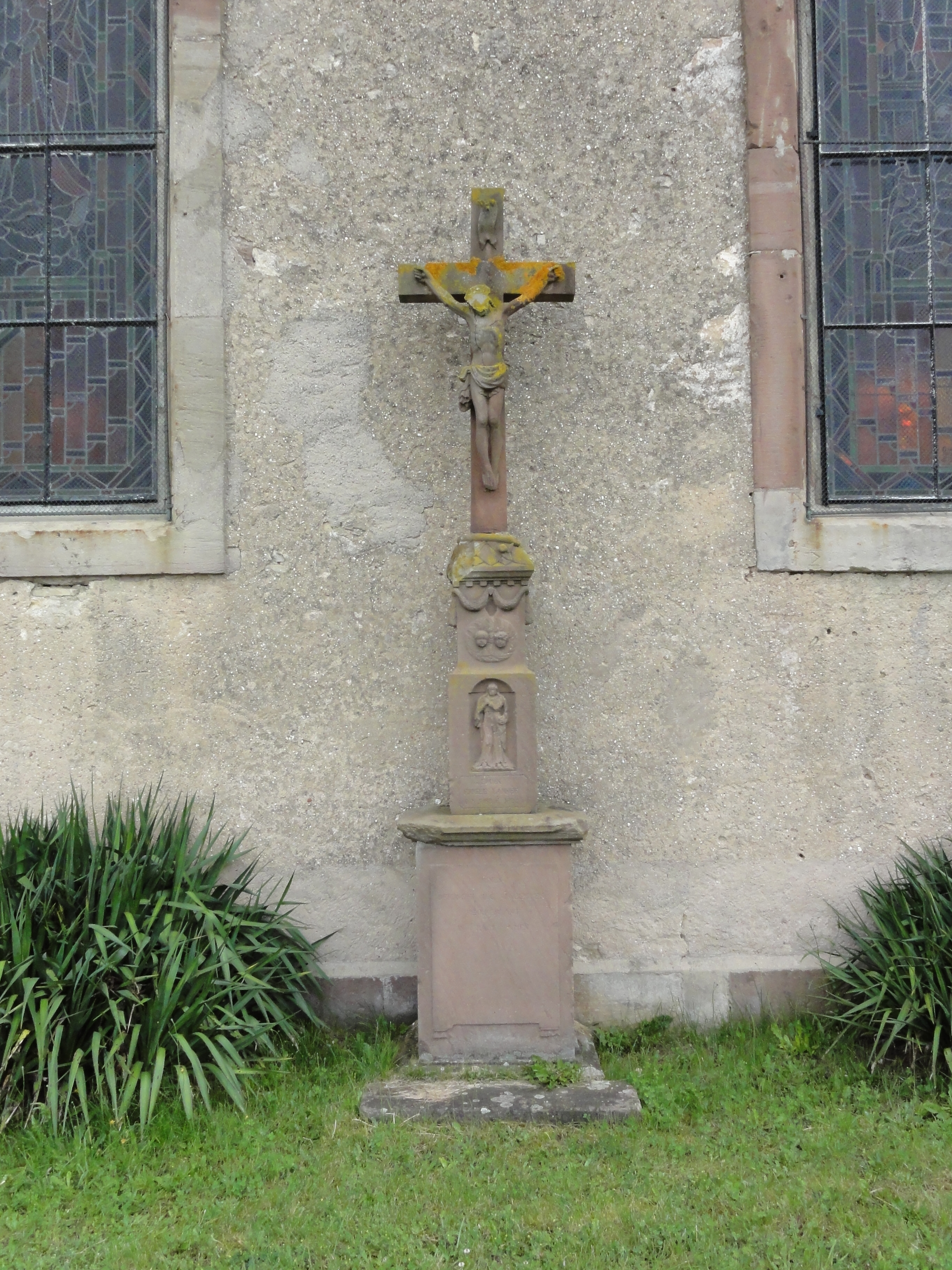
Croix sculptée contre l'église, 1826.
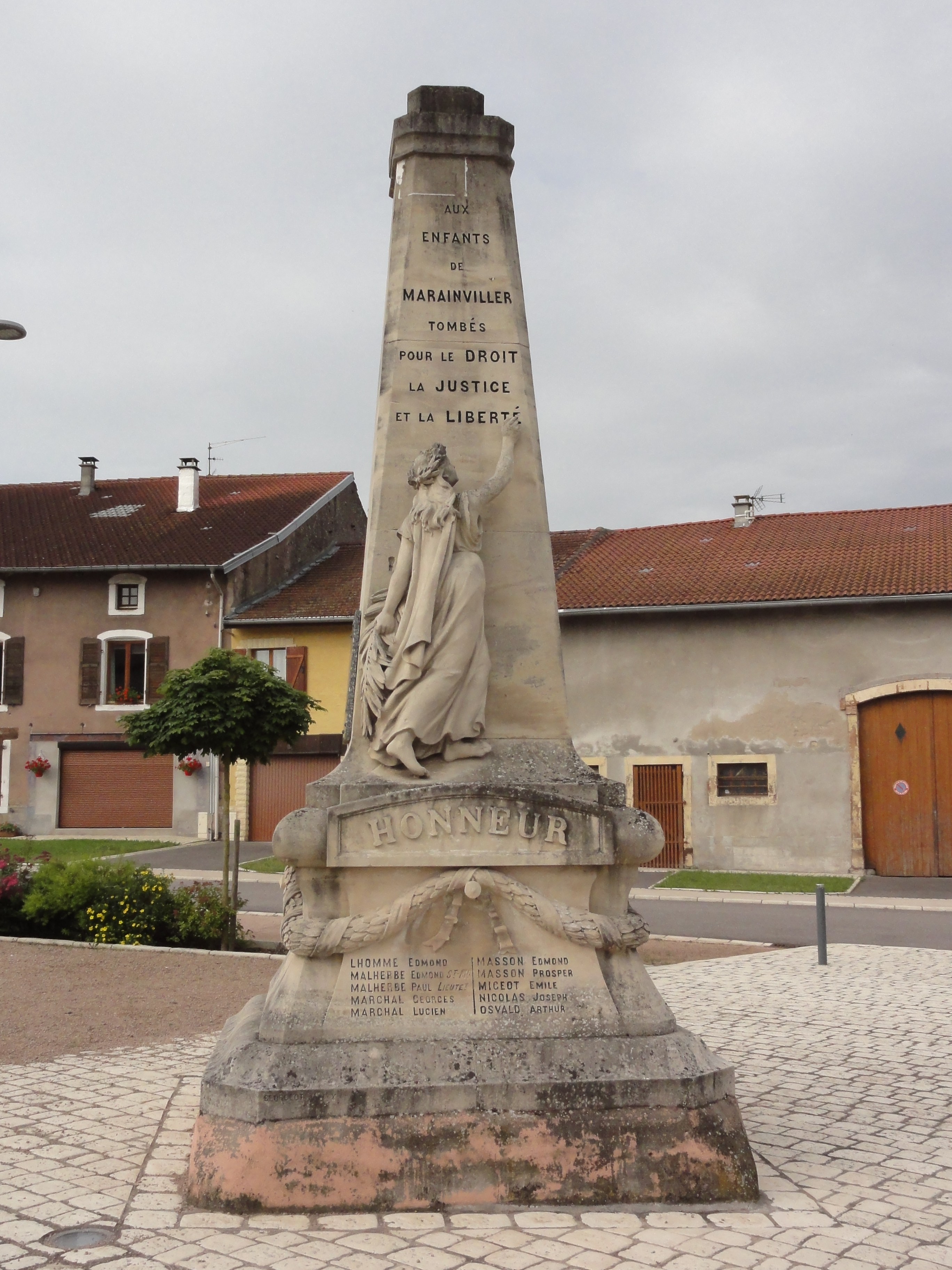
Monument aux morts.
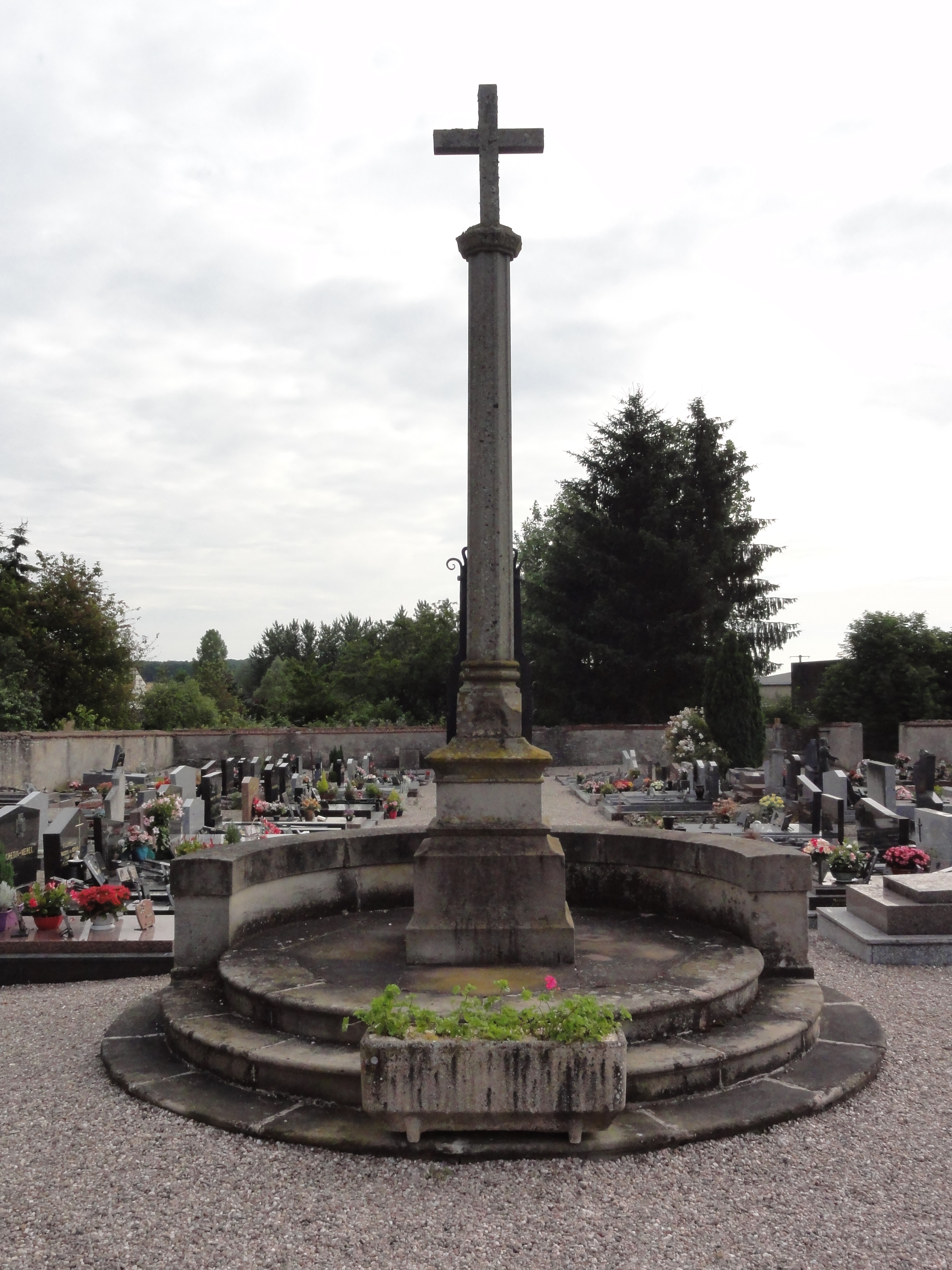
Croix de cimetière.
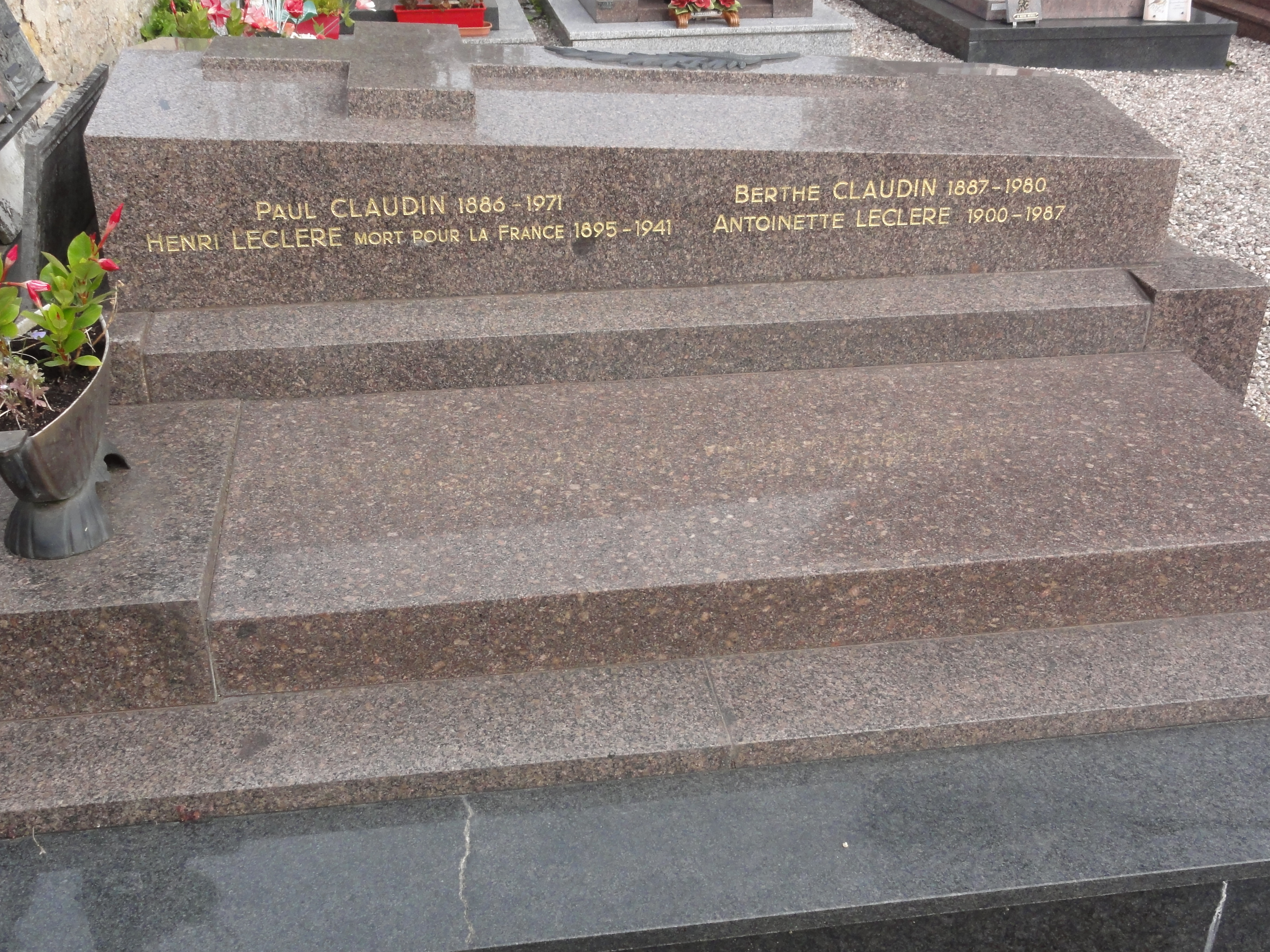
Tombe de H. Leclere, mort pour la France, 1941.

#### Édifices civils
- Portes monumentales de maisons du XVIIIe siècle, caractéristiques pour le pays du bassin de la Vezouze et de Sânon. Ces portes sont construites pendant le repeuplement de la région après la guerre de Trente Ans sous l'influence d'immigrés italiens[33].
- Trois fontaines en grès des Vosges, restauré. Les bacs en grès, qui étaient en très mauvais état, ont été retirés de leur emplacement, remplacés par des bacs en béton qui prendront la couleur voulue au fil du temps[34].
- Le moulin sur la Vezouze, ancien moulin banal reconstruit puis devenu habitation en 1885[35].

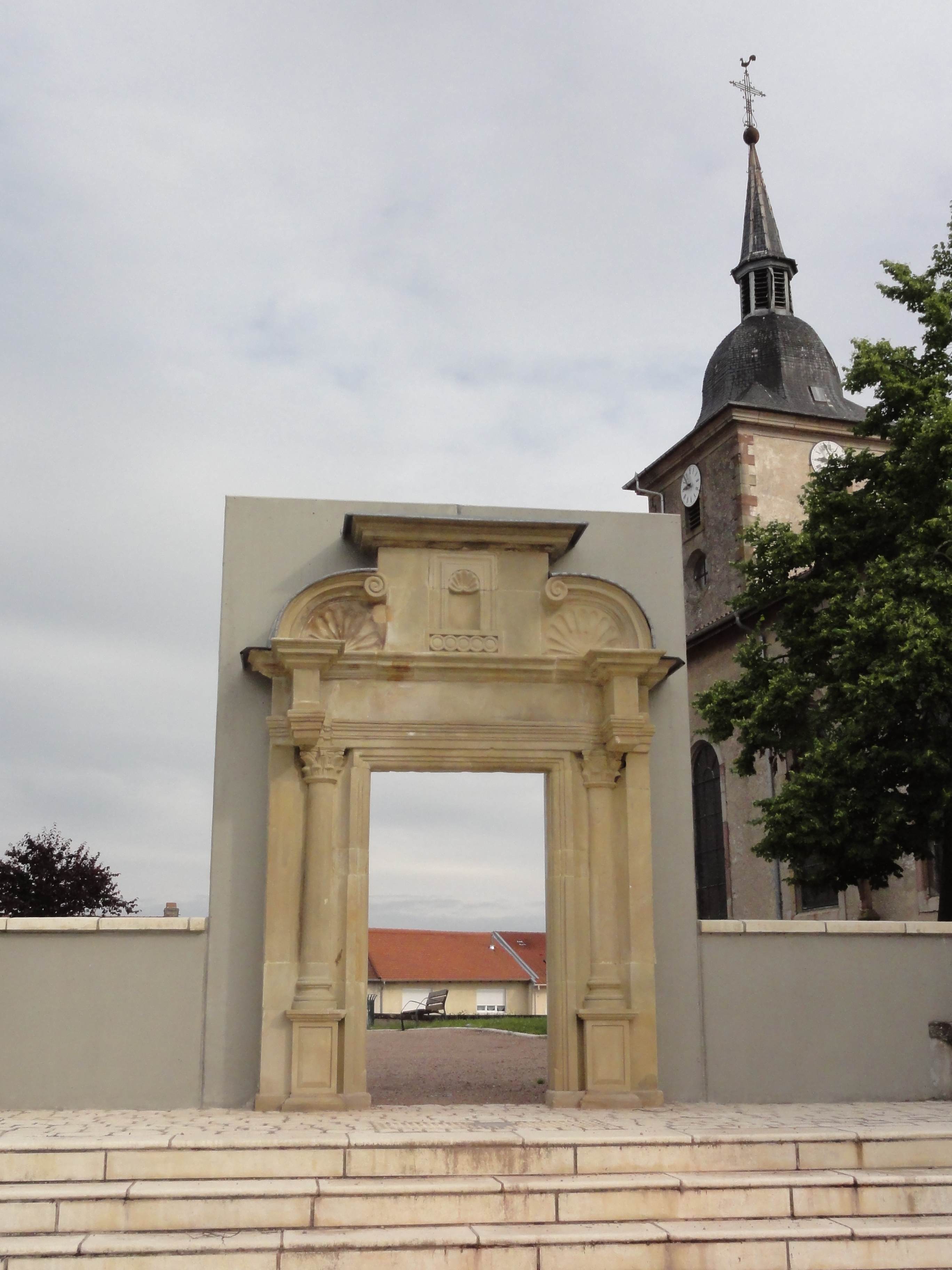
Une porte monumentale conservée.
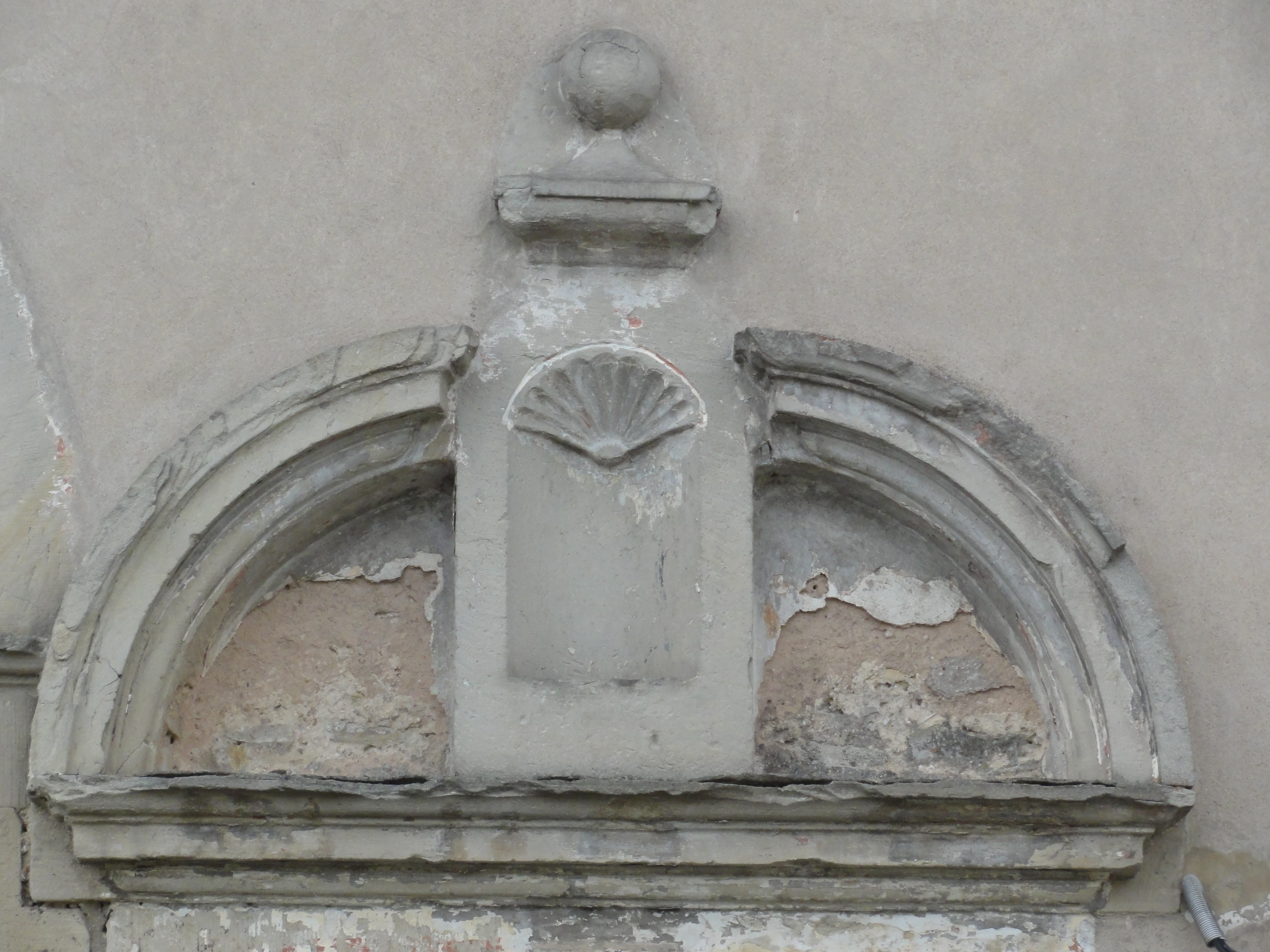
Dessus de porte.
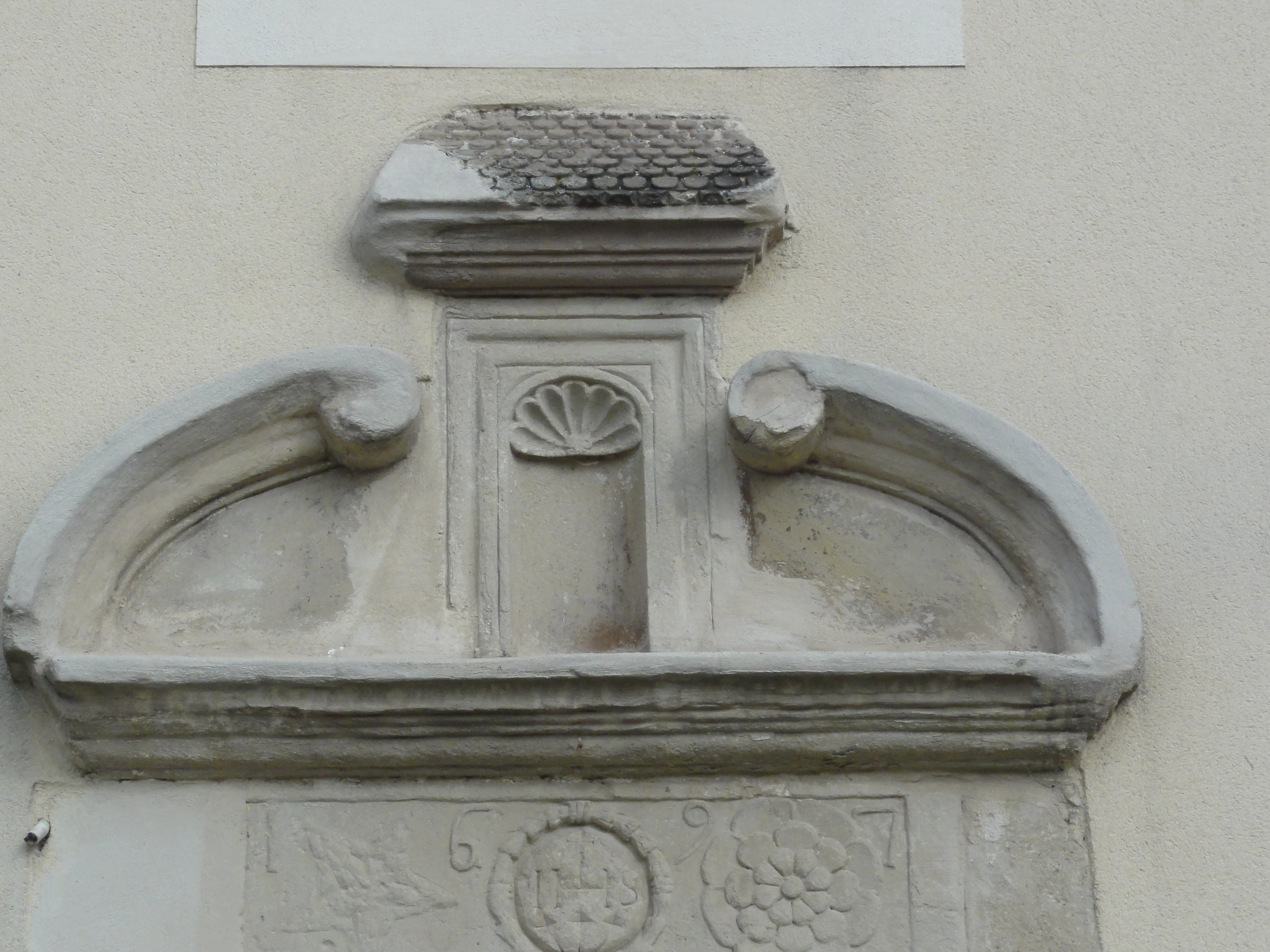
Dessus de porte.
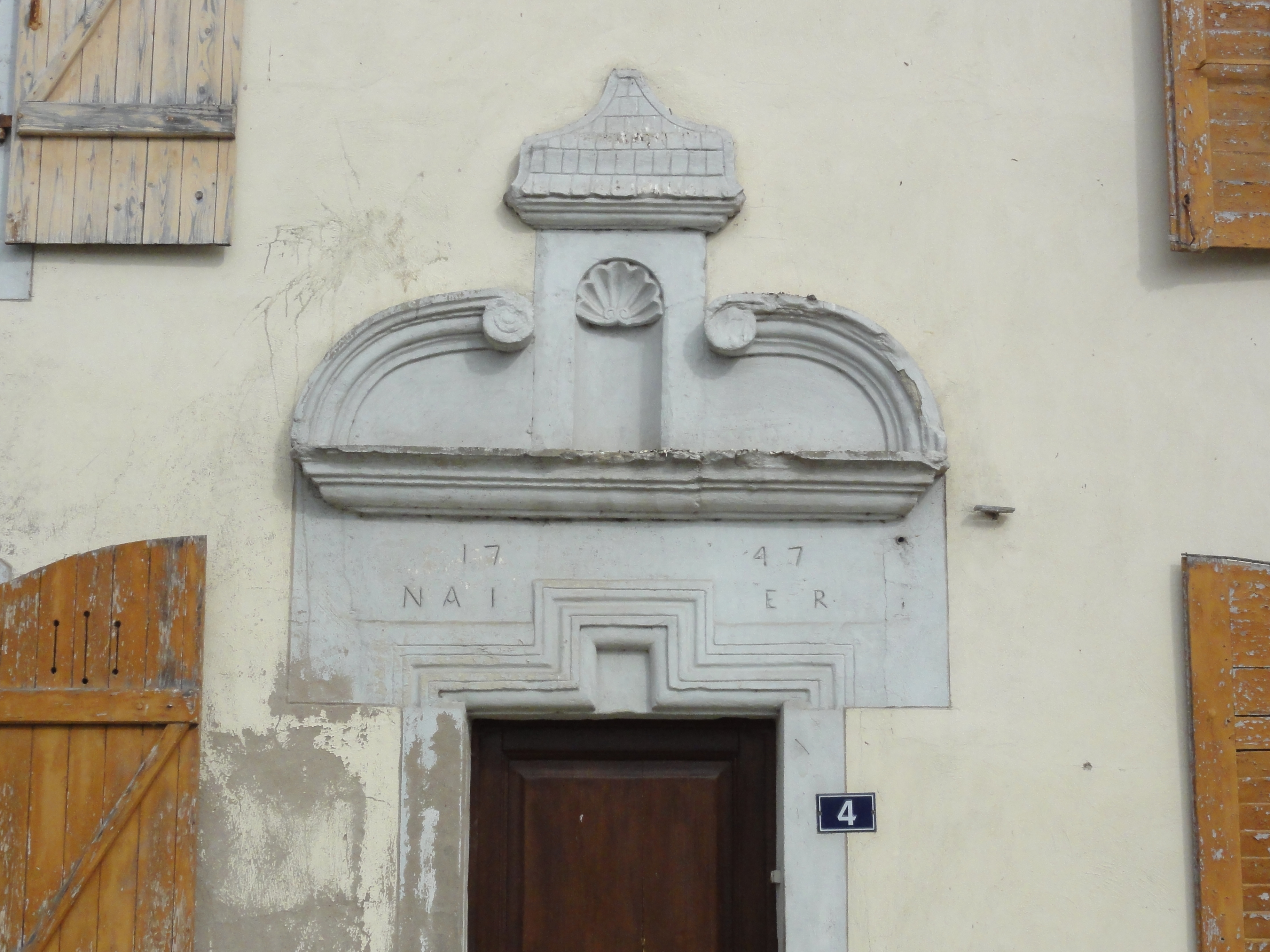
Dessus de porte.
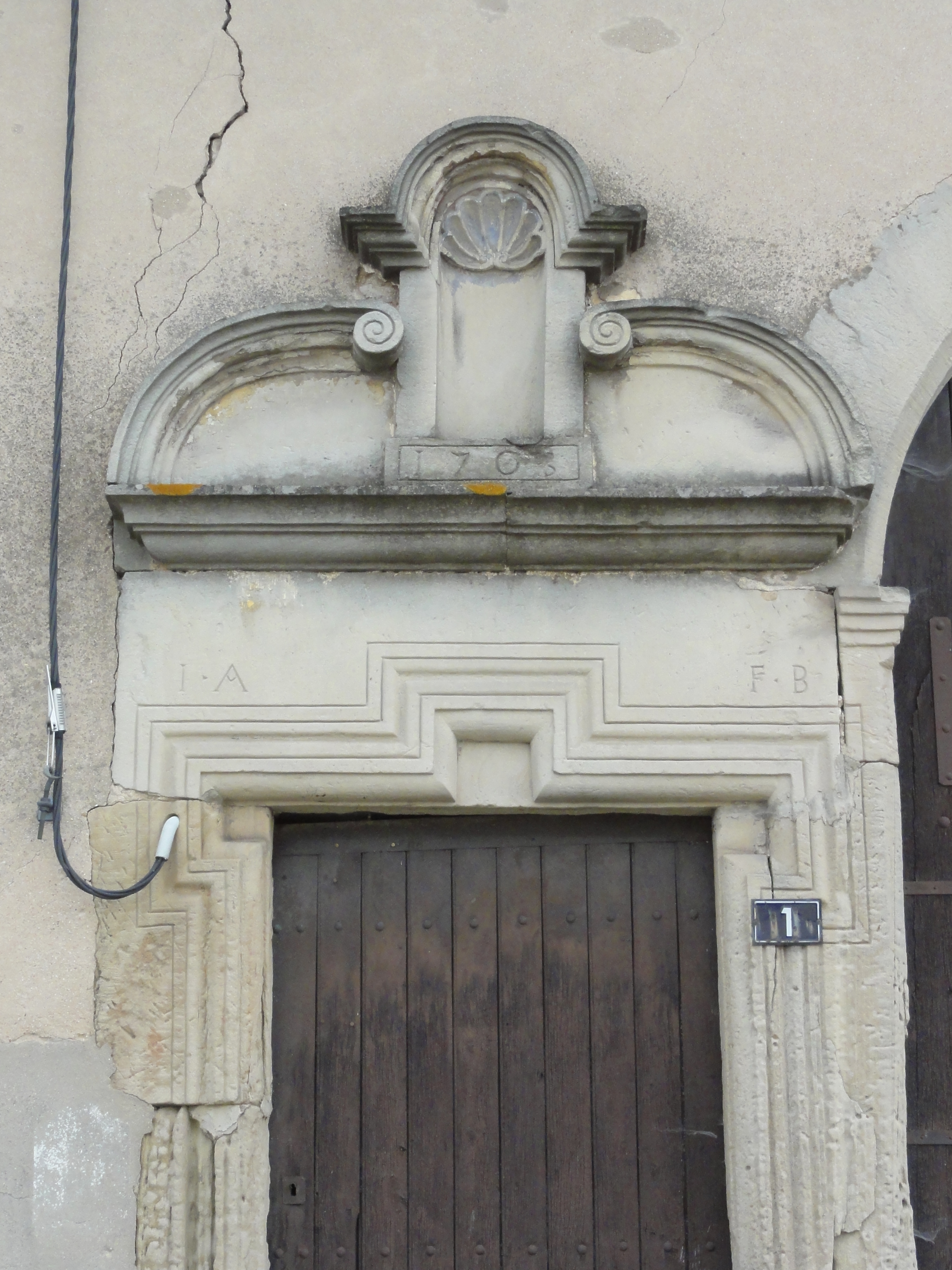
Dessus de porte.
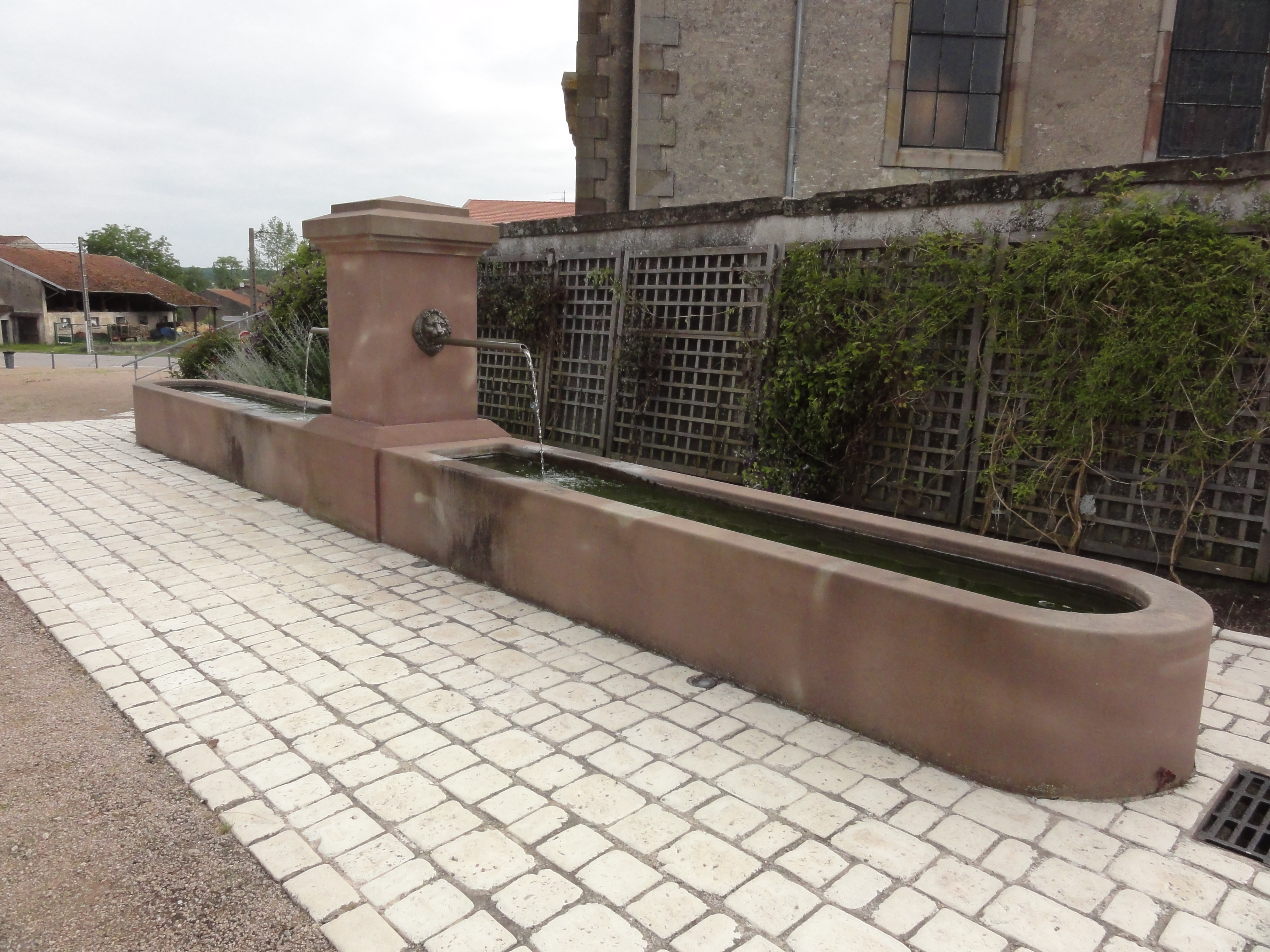
Fontaine sur la place de l'Église.
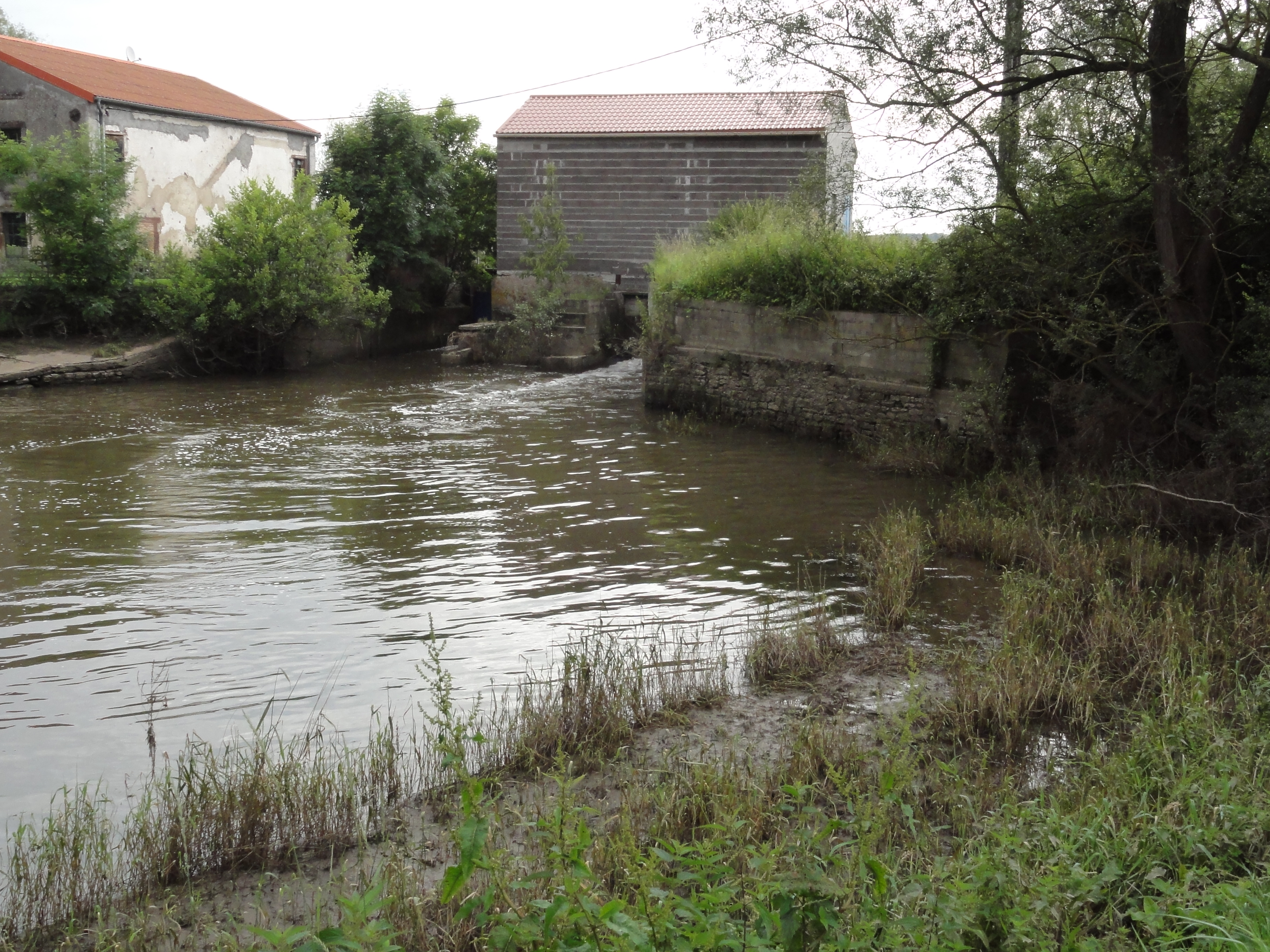
Moulin sur la Vezouze.

### Héraldique
| Blason de Marainviller | Blason  | D'or à la bande de gueules chargée de trois étoiles d'argent, accompagnée en chef d'un écu d'azur chargé d'une fleur de lys d'or et en pointe d'un cheval cabré de gueules. |
| Blason de Marainviller | Détails | La bande rouge sur fond jaune signifie que le village dépendait du duché de Lorraine. Au XIIe siècle, Marainviller dépendait de l'abbaye de Belchamp, ce qui explique la présence des trois étoiles. Le cheval rouge et l'écu de France étaient deux vieilles auberges, dont le nom se retrouve dessiné de chaque côté de la bande. La fleur de lys ne correspond donc aucunement à une appartenance précoce au royaume de France, Marainviller, comme le reste du duché de Lorraine ne deviendra Français qu'en 1766 (voir explications). Le statut officiel du blason reste à déterminer. |